# Hardcore techno

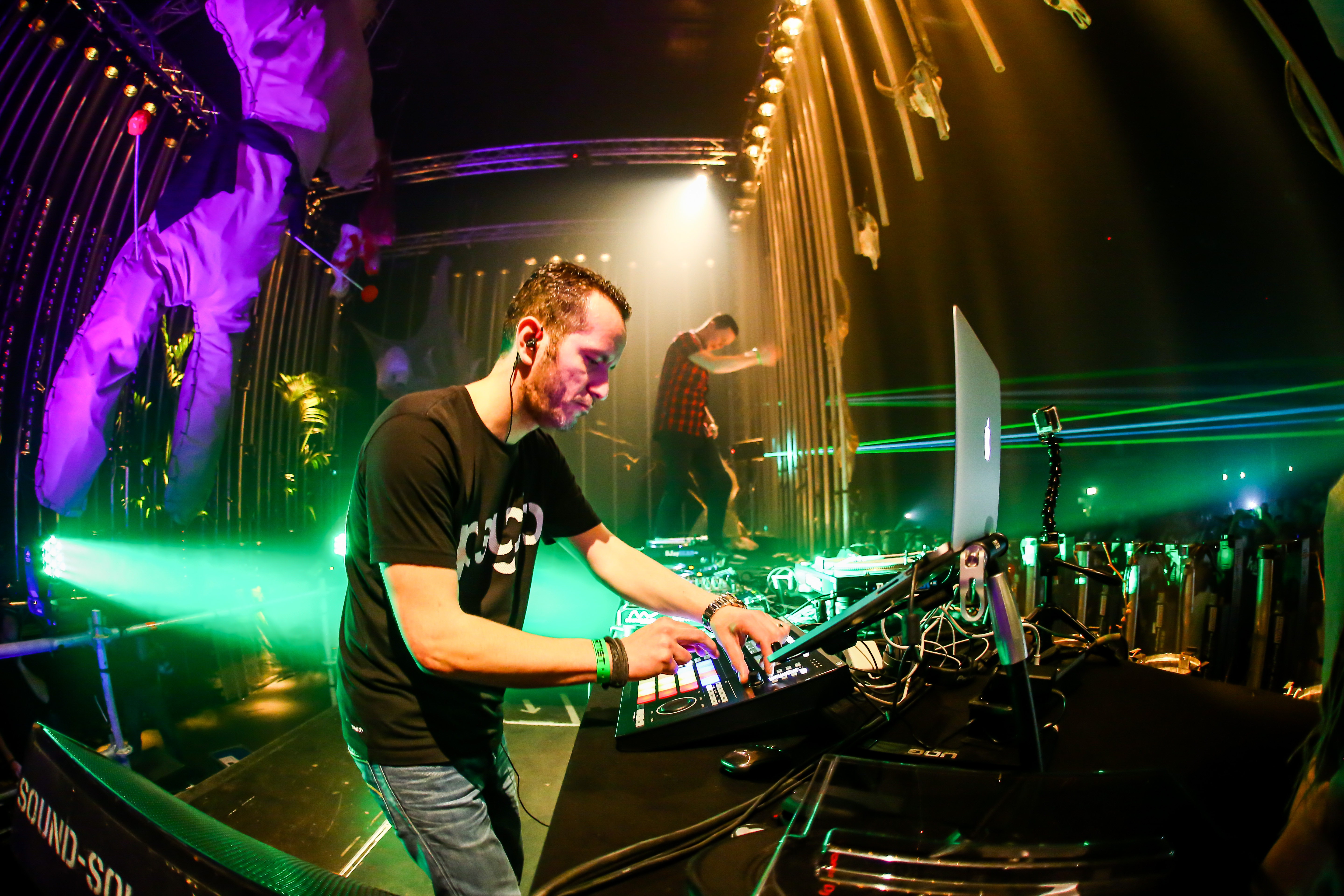
Raves

El hardcore techno, es un estilo de música electrónica que se originó en Alemania a finales de los años 1980, siendo los Países Bajos donde ha gozado de una mayor repercusión cultural y social. Se caracteriza por un tiempo rápido, distorsión de ritmos y samples, todos ellos con melodías disonantes.

## Origen y evolución delhardcore

### Primeros años (1990-1995)
Los inicios del género, se remontan a finales de los 1980 en Bélgica, dentro de la escena new beat con los títulos : Rock To The Beat de 101 lanzado en 1988, Saigon Nightmare de 101 lanzado en 1988, Warbeat de Bassline Boys lanzado en 1989, The Drop Deal de Bazz lanzado en 1988, I Want You! de The Concrete Beat lanzado en 1989, I Love You de The Acid Kids lanzado en 1988, Doughnut Dollies de HNO3 lanzado en 1988, Action In Paradise de Export lanzado en 1988, Acid-New Beat de Tribe 22 lanzado en 1988, I Sit On Acid de Lords Of Acid lanzado en 1988, Acid Rock de Rhythm Device lanzado en 1989, Double B de Dirty Harry lanzado en 1989, Mörder de ZAG lanzado en 1989, Also Sprach Zarathustra de Bingo! lanzado en 1989, Europe de Christine D lanzado en 1989, Beat In-D Dream de IN-D lanzado en 1989, Hiroshima de Nux Nemo lanzado en 1987, The Dream de Acts Of Madmen lanzado en 1987, I Am Gonna Beat Dis de Agaric  lanzado en 1989, Iuhaha de Tragic Error lanzado en 1988, Something Scary de Zsa Zsa Laboum lanzado en 1988, Belgian Musictrain de Cold Sensation lanzado en 1989, Acid Drill de Edwards & Armani lanzado en 1989, We Are All Egyptians de Explorers Of The Nile lanzado en 1988, Touch My Body de Boy Toy lanzado en 1989, Oh La La La de Little Little lanzado en 1989, Do That Dance de The Project lanzado en 1990, en 1990 se daba el estilo ahora llamado "Old School", muchos creen que tiene alguna aparencia con el Hardcore, otros no, el Old School era un derivado del Acid House y Techno y New Beat. 
Pero no fue hasta 1990–1991 cuando empezó. Por aquella época el sonido dominante en las pistas de baile y raves en Europa era el llamado "Hard-Techno". Formaciones como "Quadrophonia", "T99"  o "Altern8" se convirtieron en los indiscutibles números 1 no solo de este estilo, si no del panorama musical.
Antes de 1992, existían producciones que se podrían denominar, como Pre-Hardcore's de gente como Speed Emperors o Marc Acardipane, pero no eran muy conocidos y no tenían mucha influencia en aquella época. Uno de los componentes más característicos del Gabber (early hardcore) apareció por primera vez en el tema Anasthasia (1991) de T99.
Pero no fue Hardcore todo hasta un día de verano en Róterdam lo que marcó este estilo. Un pequeño estudio situado en el sótano de una simple tienda de discos llamada "Mid-Town", en pleno centro de Róterdam, fue donde se creó el primer maxi Hardcore/Gabber titulado: "De Euromasters - Amsterdam Waar Lech D Dan". Este maxi, fue creado especialmente para meterse con la propia Ámsterdam, o con la música que allí se escuchaba, digamos que les parecía "muy suave". El maxi gustó a muchísima gente: tanta que, hasta se colocó en una buena posición en las listas de éxitos neerlandesas. Curiosamente, esta fue la primera referencia de un sello nuevo llamado "Rotterdam Records" que en la actualidad produce decenas de canciones al año.
El Hardcore/Gabber se expandió por Europa en cuestión de pocos meses: se crearon sellos como "P.C.P" (Planet Core Productions). Paul Elstak y Rob Fabrie (DJ Waxweazle, The Headbanger) crearon la formación Holy Noise, sacando ya temas muy duros, en aquellos tiempos. Dj Paul por muchos es el creador del Hardcore, ya que trabajaba en aquella época en la tienda antes dicha "Mid-Town", donde se creó el maxi.
Por fin, con la colaboración de Mid-Town Records y Rotterdam Records y de la noche a la mañana, ese estilo salió a la luz definitivamente a finales de 1992 a raíz de los éxitos de Rotterdam Records.
No tardó mucho en llegar a España en 1992 y a EE. UU. en 1993 donde surgieron grandes y conocidos personajes como: "Lenny Dee", dueño del sello que fuera más radical de la escena hardcore americana : Industrial Strength Records, y que se considera como otro de los creadores del hardcore, pues si bien parece que la historia comenzó en los Países Bajos, "Industrial Strength" fue el primer sello Hardcore como tal. "Rob Gee", famoso por utilizar samples de heavy metal en todas sus obras. Este Productor/DJ anteriormente había tenido escarceos con grupos de Trip Hop y del Metal más animal, y eso se nota en su producciones. "Omar Santana", el que es posiblemente uno de los productores de Hardcore más prolíficos y tal vez unosy de los mejores dj's de Hardcore del mundo, además es el creador del sello H2OH. Pero en aquella época, Paul Elstak, "el padre del hardcore" se consideraba como un dios en la música Hardcore, tanto que ganó millones de euros en programas de televisión, discotecas, fiesta etc.                                 
Clubs Hardcore/Gabber en Bélgica, DJ Yves fue DJ residente en el Club X en Wuustwezel y en la sala Hardcore del Cherry Moon en Lokeren, DJ Bass (DHT) fue DJ residente en la sala Hardcore del Temple Of House La Bush en Esquelmes (Pecq) y del La Florida en La Glanerie (Rumes) que está al lado del Complexe Cap'tain. Thunderdome en Bélgica se organizó en el Antwerps Sportpaleis y en clubes como el Planet Hardcore (Club) en Dendermonde 3 de abril de 1994, el Extreme en Affligem el 16 de diciembre de 1994, el Club X en Wuustwezel el 7 de junio de 1996 y el 13 de septiembre de 1996, y 13 de septiembre de 1996, Cherry Moon en Lokeren el 31 de octubre de 1997.
La escena Hardcore francesa o llamada Frenchcore, también tuvo su lugar en la historia del hardcore, además podemos decir que en los albores del estilo, gente como Laurent Hô & Manu Le Malin fueron productores muy prolíficos allá por el 93-94, sacando temas desde hardcore techno hasta terror, siempre han salido de este país, producciones muy oscuras, extremadamente duras, y de una calidad envidiable.
La cultura Gabber se expandió por todos los rincones de Europa, y ocurrió lo que ya se veía venir:
En 1995 el Hardcore/Gabber alcanzó tal popularidad, que llegó a convertirse junto al house, el estilo de música electrónica Europeo por excelencia. Esto es algo antológico y que se olvida muy habitualmente, sobre todo en España [Donde sin saberlo, se pinchaba hardcore, principalmente industrial y oldschool, mezclado con el acid techno y hardtrance de la época] , en la que debido al retraso que siempre sufrimos, no fue aceptado, ya que era visto políticamente mal. Excepto tal vez algunos dj's de algunas comunidades que si incluían temas Old School en sus sets.
En 1995 aparecieron nuevos estilos como el Artcore, Speedcore o Terror, no en este orden, y la escena se dotaba de gran calidad y variedad. El Artcore, se podría decir que obra del maestro Ruffneck, se mostró como un estilo complejo donde los haya y posiblemente una de las mayores reliquias de la historia de la música electrónica, al fusionar Drum'n bass con hardcore gabber y añadirle además melodías de gran calidad y muy trabajadas. Por su parte el Terror y el Speedcore que llevaban ya tiempo entre los Gabbers, tomó cada vez más relevancia y se creó sus seguidores más acérrimos, posiblemente son los únicos estilos "antiguos" que continúan teniendo una cantidad de producciones fluida y una calidad mantenida, debido a que sus aficionados, desde un principio sabedores de lo que querían, sonidos duros, oscuros, no eran los típicos gabbers por moda que inundaron Europa en aquellos tiempos.

### El declive del género (1996-1999)
Año 1996. Quizás el año del declive del Hardcore, por la influencia de otros géneros nuevos más suaves, temas como: "Happy is voor Homo's" de "Neophyte" o el conocidísimo "Comunism" de "Juggernaut (Dj Ruffneck)" se convirtieron en himnos de las raves Europeas del puro Hardcore. El problema era que el Hardcore/Gabber se estaba comercializando cada vez más, lo cual no hacía mucha gracia a los amantes fieles de este movimiento, los cuales eran poquísimos, debido a la gran cantidad de aficionados que tenía, que dejaron el Hardcore por otros estilos diferentes más innovadores. Al sonido duro y agresivo le añadieron las inconfundibles melodías infantiles con voces femeninas y lo llamaron "Happy Hardcore". Se crearon sellos nuevos como el famoso: "Pengo Records"; incluso sellos como "Rotterdam Records" o el mismísimo "Mokum Records" e incluso Dj Paul Elstak se unieron a la movida "Happy". Pero no fue toda la culpa de este estilo, contribuyó poco, la culpa la tenían los nuevos géneros que salían en aquella época. La escena "Hardcore" y "Happy hardcore" subió como la espuma y también bajo como tal, ya que 3 años después, dejó de ser lo que era: un gran negocio. La entrada del nuevo sonido "Eurotrance" consiguió que la mayoría de los ravers centraran su atención en este nuevo sonido que rompió moldes. Aún hoy sigue siendo el claro dominador europeo, dos años después que en Europa, entró en España y cercenó de cuajo a otro de los estilos más duros que han existido, la Mákina, pero esto es otra historia...
Año 1999, Muchos culpaban al "Happy Hardcore" como causante de la destrucción del "HARDCORE/GABBER", realmente así fue.
Empeñados en culpar al sonido "Happy" productores hardcorianos de todo el planeta se esforzaron para intentar empezar de nuevo, volviendo al sonido que los dio a conocer: el "Oldskool Hardcore" ( sonido de la vieja escuela ). Uno de los primeros pasos para la reconstrucción del movimiento "GABBER" fue destruir los masters originales de los sellos "Happy" como "Babyboom" y "Pengo". Curiosamente un maxi titulado "Kill The Pengo" ( matar al Pengo ) producido por "Mc Drokz" & "Count Negative" (Tails), vino a refrendar el sentimiento del mundo Gabber. A partir de entonces, el "Hardcore" evolucionó a un sonido derivado del "Old Skool" como se ha dicho antes, denominándolo entonces "New Style, un nuevo subgénero del hardcore, con un bajon de bpms importante respecto del durísimo hardcore gabber, quizá para que el público "general" volviera a aceptar el hardcore desde sonidos no tan radicales, de todas formas el newstyle o newskool era en sus orígenes, y quizá hasta hace muy poco un hardcore más bien lento (155- 165 bpms), pero de gran contundencia en los bombos, en la actualidad, este sonido, el supuesto salvador del hardcore, está comercializándose de tal forma que ha perdido esa contundencia, quedando temas lentos, y para colmo sin fuerza, con lo que estaríamos volviendo a una especie de resurrección del fenómeno “happy" solo que con unos sonidos cercanos al progressive o hardtrance actual, tan de moda en Europa, quizá por esto el hardcore tenga tanta aceptación ahora en determinados lugares de España y en Italia. Temas como "She" de los Stunned Guys, "Number one Fan" de "Neophyte" o en el 2000 el hiper conocido "Thrillseeka", fueron los salvadores de una escena colapsada. Así mismo, surge al mismo tiempo, también para salvar la escena un estilo que ya existía en Bélgica y se importó a los Países Bajos, el "Jumper", los "Da Tekno Warriors", formado por "Neophyte" y "Paul Elstak" ponen patas arriba el concepto del Hardcore con este potente y minimalista estilo, temas como "Pump up the Bass" o "He is My dj" , consiguen junto al "Newstyle", recuperar el Hardcore, si bien en 1999 salvó y relanzó la escena, jamás volvió a ser lo mismo . Aparecen entonces nuevos productores, como "Panic", mientras que otros abandonan en gran parte el mundo Hardcore como "Ruffneck" o "Dj Epitaph", para dedicarse a otros menesteres o bien controlar desde la sombra los movimientos de algún que otro sello.

## Características
Las características del Hardcore son difíciles de describir, por la diversidad de subgéneros. No obstante se exponen aquellas que se extienden a todos los géneros:
- Lo más destacado del género es la presencia de un potente y distorsionado bombo, algo excepcional dentro de la música, exceptuando el metal extremo y el grindcore (The Berzerker, Agoraphobic Nosebleed, Moriae Encomium). Según cada estilo o composición se pueden utilizar bombos más agresivos, sucios o más suaves.
- Un "Hit" o "Platillo" que acompaña al bombo principal, aunque son prescindibles. Los géneros en los que más destaca este patrón son el Speedcore y el Jumper o Hardhouse.
- Otra de sus características es la ausencia de patrones predefinidos. Sin embargo en los estilos más comerciales es frecuente la presencia de patrones definidos siguiendo estructuras concretas:
- Las voces, de existir, siempre son agresivas, blasfemias o palabras malsonantes. Las voces son modificadas y repetidas una y otra vez para dotar a la composición de un efecto de confusión.
- La velocidad de este género es una de sus características principales pues, según el estilo que se use, puede variar de 150 BPM's a 250 BPM's.
- En la composición melódica destaca la polifonía, los trinos y la disonancia. Este último hecho dota al estilo de un especial interés para los estudiosos de la música, ya que se trata de uno de los pocos estilos musicales modernos con melodías disonantes. No obstante se trata de melodías simples, en la mayoría de los casos.
- Destacan en casi todos los géneros las secuencias derivadas de sintetizadores como el Roland TB303 y Alpha Juno-II.

## Popularidad delhardcoreen el mundo
El Hardcore está extendido en casi todo el mundo, pero se oye con más frecuencia en Europa, América y Asia.

### Europa
En Europa es donde goza de mayor popularidad. Países Bajos, España, Francia, Alemania e Italia son unos claros ejemplos.
En España, Portugal e Inglaterra esta música esta políticamente mal vista por mucha gente, ya que se tiende a relacionar con el consumo de drogas y violencia, elementos que no forman parte esencial de este tipo de música ni de sus seguidores sino que aparecen de manera tangencial como referencias de una minoría. En estos países este género es escuchado por menos del 5% de la población.
En países orientales de Europa, Ucrania, Bielorrusia o la República Checa también tiene adeptos y sobre todo, productores. En estos países esta música normalmente la escucha gente con niveles de cultura y calidad de vida altos, aun así todo tipo de gente la escucha. En Rusia, aunque de menor carácter, a veces se puede escuchar Hardcore en discotecas, y aunque este género no está muy identificado con este país, sí que tiene grandes productores como Dj Or-Beat.

#### España
El Hardcore nunca tuvo una buena aceptación en España, aunque DJ´s como "Chucky" u Oliver Smitz lo intentaran por activa y por pasiva, y anteriormente Frank T.R.A.X. en la discoteca Scorpia "Central del Sonido" y DJ's que, en salas madrileñas, "pinchaban" Hardcore y no precisamente estilos comerciales (como por ejemplo el archiconocido RMB - The Place to Be). En ese sentido es posible que en Madrid a mediados de los 90, pese a que en la actualidad pueda parecer increíble, fuera el único lugar donde, con cierta continuidad, se ha puesto auténtico "Hardcore" en España (mezclado con Hard Trance y diversos estilo ácidos). Parecía ser que en el 99-2000 las cosas estaban cambiando: DJ's como "Skudero", "Juanje Dj", "Javi Boss" o "Batiste" productores como "Shocker DJ's" (Oliver Smitz y Sergio Mesa) o "Ruboy & Markos 13" , DJ Dave del ya desaparecido programa de radio barcelonés Decibelia FLAIX (FLAIX FM) y salas como "Pont Aeri", "Pirámide", "Coliseum", "Manssion", "Skandalo", "T.N.T." o "Central Rock" contribuyeron a que el movimiento "HARDCORE/GABBER" se expandiera por España. Y aunque llegó a arraigarse, poco a poco desde la escena progresiva se empezó a tirar con bala, pues tras haber acabado con la Mákina, parecía que un nuevo enemigo aparecía. Se consiguió, como mínimo parte del objetivo, pues las salas empezaron o bien a poner progresivo o a poner cada vez más cantadas, volviendo a un error que casi le costó la vida al Hardcore, haciendo un "Pseudo-Happy-Hardcore". Eso sí, la escena solo ha tenido "continuidad" en Cataluña y Levante
.
El número de producciones españolas tuvo su auge en el 2001, pero a partir de entonces empezó una carrera contrarreloj, que hizo que las producciones cada vez fueran más comerciales. Justo cuando se había ganado un respeto en la Europa Hardcore con temas como "Prophecy" o "Zombie" de una calidad aceptable, llegó el declive. En el panorama comercial actual Hardcore, dos españoles que consiguen editar de forma internacional un tema por un subsello de Megarave (Dutch Gabber Network) en un vinilo conjunto son "Omi" y "Feroide" , con su tema "The Bourne Supremacy"(2009), en 2011 "Omi" firma contrato con "Dj Promo" y sería reconocido como artista de "The Third Movement Records(NL)", su primera referencia consta con "Ana" y "Mythology". David Max edita por el archi-conocido sello italiano Traxtorm récords, y junto a MC Rave, un remix del track "Hardcore Takin' Over", producido originalmente por Stunned Guys, DJ Paul y MC Ruffian. También logra editar un track en un doble vinilo del sello discográfico Meta 4, entre artistas de élite de la escena Hardcore más oscuro e industrial, Napalm Candy, un productor de Hardcore underground y oscuro afincado en Tarrasa (Barcelona) allá por el año 2004.
En lo referente al panorama de sellos en línea, destaca por su estricta calidad el sello The Baszdrome Records, regentado por Da Baszmo. Este artista (productor y DJ) lleva muchos años intentando implantar en España una cultura Hardcore-Gabber de calidad, alejada de lo comercial y lo políticamente correcto, que pueda por fin reclamar en el panorama internacional respeto y reconocimiento. Además de ello durante los últimos años ha ido creando, con la ayuda de una extensa plantilla de colaboradores, la que posiblemente sea la mayor base de datos sobre el Hardcore-Techno y derivados que existe en lengua castellana, y que hoy es referencia de multitud de aficionados por este peculiar estilo de música electrónica. Este tipo de música es oído por gabbers.

### América
En Estados Unidos y Canadá el Hardcore goza de buena calidad.
En Estados Unidos lo escucha menos del 5 % de la población. Debido a la variedad de estilos, en ciudades como Nueva York y Chicago este género está muy extendido. Este país es la oportunidad para seguir teniendo al gabber como excelencia, que no se produce, pero se sigue escuchando.
En Canadá, en cambio, hay decenas de productores, no muy famosos, pero donde se produce bastante. Este género allí se asoció con un nivel alto de vida. El Hardcore en Canadá lógicamente está heredado del Gabber de los Estados Unidos.

### México
Con el regreso del Hardcore Techno a Norteamérica, y con la llegada de djs como Angerfist a tierras aztecas se popularizó aún más, uno de sus máximos representantes Alby Loud, de la Ciudad de México haciendo importantes colaboraciones con artistas como Mitomoro, Savage States, Yukiyanagi, Daniel Seven y STARX; ha sido apoyado por Furyan, Tha Playah, Neophyte, Nosferatu en festivales como Dominator e incluso artistas de la escena mainstream como Diplo, Ookay, y Knife Party (estos últimos tocando su remix de "The Boot" a Ookay, en BBC Radio)

### Nicaragua
Capital Centroamericana del movimiento Hardstyle tiene como referencia a Fiestas como lo son Kick Me Hard (Hardcore, Hardtechno) Take Hard Control - THC (Hardstyle, Rawstyle, Hardcore). fiestas que gozan de popularidad adolescente donde se mezclan la música y danza. djs y productores Como Qbias (Crossbreed, Hardcore Drum n Bass), Dj Kira(Hard Techno) y Rabbit B (Hardcore) son los referentes Centroamericanos del Género.

### Sudamérica ( Chile - Venezuela - Perú - Argentina - Colombia )
En la actualidad existe una nueva vertiente de productores latinoamericanos que están tratando de que esta cultura siga avanzando con producciones propias y espacios en distintos medios.
En Colombia, el movimiento hardcore ha encontrado un nicho dentro de la cultura rave underground. Aunque este género no es tan masivo como otros estilos de música electrónica, ha desarrollado una base de seguidores apasionados, principalmente en su capital, Bogotá, con organizaciones como Hardcore Colombia y Bta Core, entre otras. En cuanto al hardcore techno gabber, hacia inicios del 2014 se gestaron proyectos de DJs como Gabber Mafia Bogotá y Hakkuh Dan Bogotá, que organizaron pequeños eventos. Para los años 2016 y 2017, la producción musical de este estilo empezó a crecer, lo que llevó a la creación de Gabbaddicts, el primer sello discográfico colombiano enfocado en este estilo. Fundado por Nosek, un artista de la ciudad de Bogotá, lanzando EPs y álbumes muy representativos del sonido capitalino, como Noise Therapy de DJ Niemand y Technocrisis de Hell Smaak los cuales han tenido gran acogida en Europa, logrando cultivar el interés por la colección de música en formatos físicos en las nuevas generaciones. A partir de ahí, ha surgido una gran ola de nuevos colectivos y organizaciones que trabajan en pro de este estilo musical.
En Chile hay diversa cantidad de dj's con mucha trayectoria como Dj Bangg quien es precursor del hardstyle en Chile, Dj DaniDemente quien actualmente reside en Australia, Dj Darkmachine dj de hardcore actualmente ausente de eventos nacionales, pero fueron parte de la agrupación HardNation la cual fue el puntapié para fomentar y masificar el Hard dance music en Chile. En la actualidad muchos djs y productores Chilenos están representando su escena en el resto de planeta. Actualmente se vive el Hard en todo Chile, de norte a sur y tiene adeptos en todo su territorio y en todos los estratos sociales. En Chile han tocado grandes íconos del Hardcore mundial como Angerfist, Miss K8, Korsakof, Evil Activities, Mad Dog, Anime, Art of Fighters y The prophet, entre muchos otros.[cita requerida]
Por otro lado el Hardcore en Venezuela es un movimiento desconocido masivamente, sin embargo da origen para finales de los años 90 a productores y Deejays como Ortokore y Berzek; estos vistos como pioneros Hardcore Gabber y Hardcore-Industrial. Actualmente tenemos activos a Nooisis, Krank aka Berzek y Xezbet.[cita requerida]
En Perú personas como Dj Haddez están logrando que el Hardcore/Gabber tome importancia y crezca. NeoCraft Dj Productor, ya tiene una cantidad de temas producidos de hardcore escuchados globalmente. Recientemente en Perú HousE LaB empezó a producir Hardcore/Gabber y está ganando seguidores a nivel mundial.[cita requerida]
En Argentina, el Hardcore no se siente mucho, mejor dicho, no es muy popular entre las provincias de ese país, pero, existen algunos Dj's independientes o de poca fama que realizan sus propios temas de Hardcore/Gabber/Darkcore y demás música experimental de supere los 300 BPM.
Cabe destacar debido al poco acceso a la información que había en su momento , hubo un grupo aislado al sur de la provincia de Buenos Aires que se encargaba de difundir el hardcore gabber techno de más de 150 bpm en adelante, destacando el sonido neerlandés De Róterdam entre otros; Sellos como Rotterdam Records, Jump Records, Industrial Strenght, Rising High, Plus 8, SS records y una infinidad de producciones underground de las que se contaba con muy poca o ninguna información, la mayoría procedía de Europa principalmente Holanda , Inglaterra y Alemania. Organizaban fiestas Rave en quintas, grandes casonas con piscinas, inclusive hubo algunas que duraron unos increíbles 3 días a puro Techno, los encargados de las pistas tenían sus seudónimos Dj Alex, MAO, JOE , MARCELCORE unos jóvenes amigos que tenían en común compartir el mismo sentir de la música Techno la cual difundían en diferentes emisoras FM de zona sur con el singular nombre FuckingMusic , esto no es quien creó primero a Tomy y Daly pero existió un comienzo en Buenos Aires con el sonido tal vez menos difundido en esta parte de América la cual ya tenía escrita su primera página en los comienzos de los 90s.En la actualidad 2 de sus integrantes produce música experimental para algunos sellos.[cita requerida]
En Argentina Buenos Aires  existe la movida Hardcore-industrial y sus derivados, pero es pequeña. Se hacen alguna fiesta al mes con géneros cdesde el Gabber hasta el Speedcore pero tan solo son fiestas chicas y no más de 300 personas. Productores hoy en día de la escena gabber y demás aún están formándose, no hay ningún trabajo al respecto a 6/2016. 
Tan solo hay dos productoras de HARD MUSIC exclusivamente.  Llamadas  "Hard Spirit" (encargados de traer junto a productora "Hard & Style" a Angerfist - Conne - Zatox) y "Turrxcore Records" (también sello discográfico digital).
Hay otro movimiento en el interior en la provincia de Córdoba liderado por bandas como REAKTOR 51, BEAT CAIRO, que habitualmnete hacen giras por el interior del país o países vecinos, Brasil, Uruguay, Chile.
Una realidad es que no hay mucha gente que le gusten estos géneros, se está formando muy de apoco. Las personas no les atrae esta movida en si. Prefieren otros géneros más comerciales ( a nivel masivo). 
Cabe mencionar que otras organizaciones  más antiguas, como "Killer Drumz" y otras más nuevas como "Kaos Rave" y "Astro Rave" integran los sonidos del Hardcore en sus fiestas, aunque no como lugar central.[cita requerida]

### Asia
En Japón se concentra la mayor parte del Hardcore Techno actual habiendo productores y DJs como DJ SHARPNEL, DJ TECHNORCH, DJ Shimamura, kors k, Ryu*, DJ Noriken, USAO, DJ Genki, DJ Myosuke, DJ Chucky, GUHROOVY, REDALiCE, DJ WILDPARTY, DJ UTO, BlackY, m1dy, t+pazolite, P*Light, etc siendo una de las ramas más populares el Happy Hardcore contando con sellos exclusivos para este género. Sellos discográficos como pichnopop, Alice's Emotion, SKETCH UP! Recordings han surgido para apoyar y publicar este género en Japón y el resto de Asia. 
Existe un pequeño movimiento de hardcore techno y gabber en Corea del Sur también.

### África y Oceanía
En lo referente a Oceanía la escena Hardcore ha proporcionado grandes nombres, como la formación australiana Nasenbluten y los sellos Bloody Fist Records o Hardline Recordingz, o el neozelandés Paul Blackout. La escena de Oceanía siempre ha tenido una gran infruencia por parte del Drum & Bass y los Breaks, lo que se nota en cada uno de los productos que llegan a tierras europeas desde las antípodas.
En África pese no existir una escena Hardcore de renombre, si existen nombres importantes, todos ellos de procedencia norteafricana, como Goetia o Dj Anas, ambos de origen marroquí.

## Subgéneros
- Acidcore
- Amigacore
- Artcore
- Breakcore
- Cheesecore
- Clowcore
- Darkcore
- Doomcore
- Flashcore
- Freeform Harcore
- Frenchcore
- Funcore
- Full-On Harcore
- Gabber
- Gloomcore
- Gothcore
- Happy Hardcore
- Hartcore
- Industrial Hardcore
- J-core
- Lolicore
- Newstyle Gabber
- Mainstream Hardcore
- Mákina
- Millenium Hardcore
- Noizecore
- Old school Gabber
- Raggacore
- Schranzcore
- Speedcore
- Splittercore
- Synthcore
- Terrorcore
- Trancecore
- UK Hardcore
- Hardtek
- Uptempo Hardcore
- Newstyle